# William Hale White
William Hale White, noto anche con lo pseudonimo di Mark Rutherford (Bedford, 22 dicembre 1831 – Groombridge, 14 marzo 1913), è stato uno scrittore britannico.

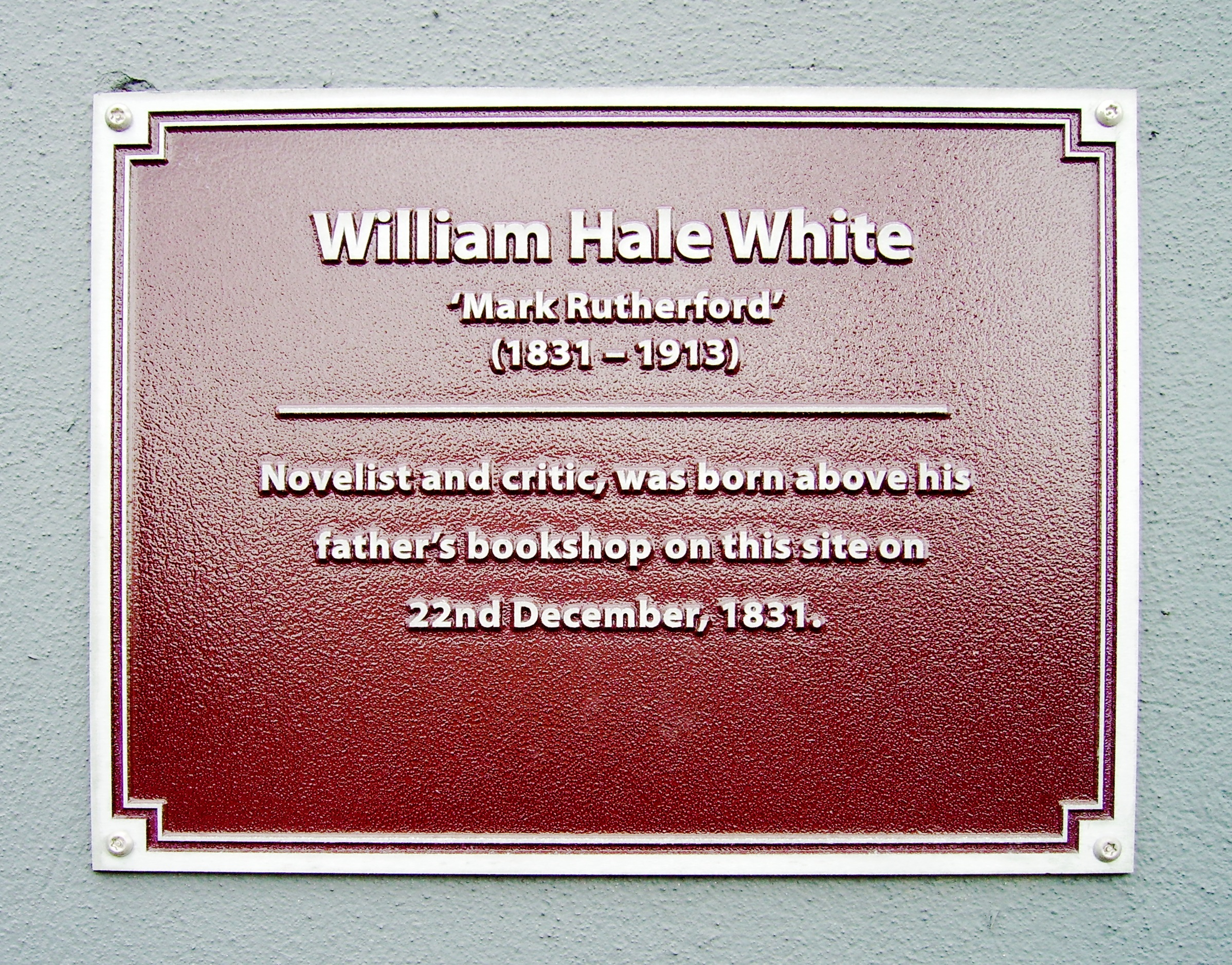
Placca sulla sua casa natale

È apprezzato soprattutto per due romanzi di genere autobiografico: The Autobiography of Mark Rutherford e Mark Rutherford's Deliverance. Entrambi trattano il tema del cammino degli « eroi » verso la conoscenza della propria identità. Vi sono anche riflessioni sulla religione cristiana, che il protagonista, e di riflesso l'autore, ritiene essere "austera ed arida", e sul rapporto tra padre e figlio dal diverso temperamento.
Queste due opere hanno ricevuto il plauso di scrittori quali  Arnold Bennett, Joseph Conrad, Stephen Crane, André Gide, D. H. Lawrence e George Orwell. Quest'ultimo riteneva  
Mark Rutherford's Deliverance tra i migliori romanzi della letteratura inglese. 
La Mark Rutherford School, una scuola secondaria di Bedford, è intitolata al suo nome.

## Opere
Tutte le sue opere sono state pubblicate con lo pseudonimo Mark Rutherford.
- The Autobiography of Mark Rutherford: Dissenting Minister, Trubner and Co., London, 1881
- Mark Rutherford's Deliverance, Trubner and Co., London, 1885
- The Revolution in Tanner's Lane, Trubner and Co., London, 1887
- Miriam's Schooling, Trubner and Co., London, 1890
- Catharine Furze, T. Fisher Unwin, London, 1893
- Clara Hopgood, T. Fisher Unwin, London, 1896